# Sameh
Sameh (סמך) je 15. slovo hebrejskog pisma i ima brojčanu vrijednost od 60. Izgovor Sameh-a je identičan s hebrejskim slovom Šin. 

## Povijest
Grčko slovo Ksi, indirektno grčko slovo Hi i latinsko slovo X odgovaraju hebrejskom slovu Sameh.

## Primjeri
- סידור: Sidur (židovski molitvenik)
- סדום (sedom): Sodoma
- סין (sin): Kina
- ספרד ([sefarad): Španjolska, odatle naziv za španjolske Židove - Sefardi

## Šifra znaka
|          | Unikod | Unikod               | HTML     | HTML | izgled ovisi o pregledniku | poveznice (engl.)                |
| k. točka | naziv  | kod                  | entitet  |      | izgled ovisi o pregledniku | poveznice (engl.)                |
| -------- | ------ | -------------------- | -------- | ---- | -------------------------- | -------------------------------- |
| slovo ס  | U+05e1 | HEBREW LETTER SAMEKH | &#x05e1; | nema | ס                          | detaljni podaci test preglednika |

U standardu ISO 8859-8 simbol ima kod 0xf1.